# Pseudorhacochelifer
Genre
Pseudorhacochelifer est un genre de pseudoscorpions de la famille des Cheliferidae.

## Distribution
Les espèces de ce genre  se rencontrent en Espagne et au Portugal.

## Liste des espèces
Selon Pseudoscorpions of the World (version 3.0) :
- Pseudorhacochelifer canariensis Mahnert, 1997
- Pseudorhacochelifer coiffaiti (Vachon, 1961)
- Pseudorhacochelifer schurmanni Beier, 1976
- Pseudorhacochelifer spiniger (Mahnert, 1978)

## Publication originale
- Beier, 1976 : Die Pseudoscorpione der macaronesischen Inseln. Vieraea, Tenerife, vol. 5, p. 23-32 (texte intégral).